# 타이베이 대표부

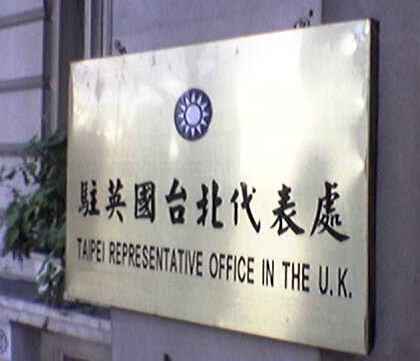
주영국 타이베이 대표부 현판

타이베이 대표처(중국어: 臺北代表處) 또는 대한민국에서의 타이베이 대표부(臺北代表部)는 중화민국과 단교했거나, 공식 외교 관계를 맺지 않은 나라에서 연락 사무소 업무를 처리하는 기관이다. 대표부 아래로는 사무처가 있다. 공식 이름은 타이베이 경제문화대표처(중국어: 臺北經濟文化代表處, 영어: Taipei Economic and Cultural Representative Office, TECRO)이다.
타이베이 대표처는 대사관 및 영사관과 달리 치외법권이 인정되지 않으며, 정식 외교 공관으로 인정되지 않기 때문에 면책 특권 등 외교관의 특혜를 받을 수 없다. 대한민국과 중화민국은 1992년에 대한민국과 중화인민공화국의 수교로 인해 각각 국교가 단절된 이래 이 대표처를 통해 비공식적으로 제한된 외교를 하고 있다.

## 해외의 대표처
| 국가 또는 지역              | 대표처 명칭                                            | 홈페이지   |
| 북아메리카                  | 북아메리카                                             | 북아메리카 |
| --------------------------- | ------------------------------------------------------ | ---------- |
| 캐나다                      | 주캐나다 타이베이 경제문화대표처                       |            |
| 미국                        | 주미국 타이베이 경제문화대표처                         |            |
| 라틴 아메리카와 카리브 제도 |                                                        |            |
| 아르헨티나                  | 주아르헨티나 타이베이 상무문화판사처                   |            |
| 브라질                      | 주브라질 타이베이 경제문화판사처                       |            |
| 칠레                        | 주칠레 타이베이 경제문화판사처                         |            |
| 콜롬비아                    | 주콜롬비아 타이베이 상무판사처                         |            |
| 에콰도르                    | 주에콰도르 타이베이 상무처                             |            |
| 멕시코                      | 주멕시코 타이베이 경제문화판사처                       |            |
| 페루                        | 주페루 타이베이 경제문화판사처                         |            |
| 아프리카                    |                                                        |            |
| 나이지리아                  | 주나이지리아 타이베이 무역판사처                       |            |
| 남아프리카 공화국           | 주남아프리카 공화국 타이베이 연락대표처                |            |
| 소말릴란드                  | 주소말릴란드 대만 대표처                               |            |
| 코트디부아르                | 주코트디부아르 타이베이 대표처                         |            |
| 유럽                        |                                                        |            |
| 오스트리아                  | 주오스트리아 타이베이 경제문화대표처                   |            |
| 벨기에 유럽 연합            | 주유럽 연합·벨기에 타이베이 경제문화판사처             |            |
| 체코                        | 주체코 타이베이 경제문화판사처                         |            |
| 덴마크                      | 주덴마크 타이베이 대표처                               |            |
| 핀란드                      | 주핀란드 타이베이 대표처                               |            |
| 프랑스                      | 주프랑스 타이베이 대표처                               |            |
| 독일                        | 주독일 타이베이 대표처                                 |            |
| 그리스                      | 주그리스 타이베이 대표처                               |            |
| 헝가리                      | 주헝가리 타이베이 대표처                               |            |
| 아일랜드                    | 주아일랜드 타이베이 대표처                             |            |
| 이탈리아                    | 주이탈리아 타이베이 대표처                             |            |
| 라트비아                    | 주라트비아 타이베이 대표단                             |            |
| 리투아니아                  | 주리투아니아 대만 대표처                               |            |
| 네덜란드                    | 주네덜란드 타이베이 대표처                             |            |
| 폴란드                      | 주폴란드 타이베이 대표처                               |            |
| 포르투갈                    | 주포르투갈 타이베이 경제문화중심                       |            |
| 러시아                      | 주모스크바 타이베이-모스크바 경제문화협조위원회 대표처 |            |
| 슬로바키아                  | 주슬로바키아 타이베이 대표처                           |            |
| 스페인                      | 주스페인 타이베이 경제문화판사처                       |            |
| 스웨덴                      | 주스웨덴 타이베이 대표단                               |            |
| 스위스                      | 주스위스 타이베이 문화경제대표단                       |            |
| 영국                        | 주영국 타이베이 대표처                                 |            |
| 아시아                      |                                                        |            |
| 바레인                      | 주바레인 타이베이 무역판사처                           |            |
| 브루나이                    | 주브루나이 타이베이 경제문화판사처                     |            |
| 홍콩                        | 주홍콩 타이베이 경제문화판사처                         |            |
| 인도                        | 주인도 타이베이 경제문화중심                           |            |
| 인도네시아                  | 주인도네시아 타이베이 경제무역대표처                   |            |
| 이스라엘                    | 주텔아비브 타이베이 경제문화판사처                     |            |
| 일본                        | 주일 타이베이 경제문화대표처                           |            |
| 요르단                      | 주요르단 타이베이 경제문화판사처                       |            |
| 대한민국                    | 주한 타이베이 대표부                                   |            |
| 쿠웨이트                    | 주쿠웨이트 타이베이 상무대표처                         |            |
| 마카오                      | 주마카오 타이베이 경제문화판사처                       |            |
| 말레이시아                  | 주말레이시아 타이베이 경제문화판사처                   |            |
| 몽골                        | 주울란바토르 타이베이 무역경제대표처                   |            |
| 미얀마                      | 주미얀마 타이베이 경제문화판사처                       |            |
| 오만                        | 주오만 타이베이 경제문화판사처                         |            |
| 필리핀                      | 주필리핀 타이베이 경제문화판사처                       |            |
| 사우디아라비아              | 주사우디아라비아 타이베이 경제문화대표처               |            |
| 싱가포르                    | 주싱가포르 타이베이 대표처                             |            |
| 태국                        | 주태국 타이베이 경제문화판사처                         |            |
| 튀르키예                    | 주앙카라 타이베이 경제문화대표단                       |            |
| 아랍에미리트                | 주두바이 타이베이 상무판사처                           |            |
| 베트남                      | 주베트남 타이베이 경제문화판사처                       |            |
| 오세아니아                  |                                                        |            |
| 오스트레일리아              | 주오스트레일리아 타이베이 경제문화판사처               |            |
| 피지                        | 주피지 중화민국 상무대표단                             |            |
| 뉴질랜드                    | 주뉴질랜드 타이베이 경제문화판사처                     |            |
| 파푸아뉴기니                | 주파푸아뉴기니 타이베이 경제문화판사처                 |            |

## 같이 보기
- 연락사무소
- 중화민국의 대외 관계
- 중화민국 외교부
- 중화 타이베이
- 중화민국의 재외기구 목록
- 중화민국 행정원신문국